# Hemphill County
Hemphill County är ett administrativt område i delstaten Texas, USA, med 3 807 invånare (2010). Den administrativa huvudorten (county seat) är Canadian. Countyt har fått sitt namn efter juristen och senatorn John Hemphill.

## Geografi
Enligt United States Census Bureau så har countyt en total area på 2 362 km². 2 357 km² av den arean är land och 5 km² är vatten. 

### Angränsande countyn
- Lipscomb County - norr
- Ellis County, Oklahoma - nordost
- Roger Mills County - sydost
- Wheeler County - söder
- Roberts County - väster